# Bellevue (Kentucky)
Bellevue es una ciudad ubicada en el condado de Campbell en el estado estadounidense de Kentucky. En el Censo de 2010 tenía una población de 5955 habitantes y una densidad poblacional de 4.111,42 personas por km².

## Geografía
Bellevue se encuentra ubicada en las coordenadas 39°6′4″N 84°28′39″O / 39.10111, -84.47750. Según la Oficina del Censo de los Estados Unidos, Bellevue tiene una superficie total de 2.33 km², de la cual 2.33 km² corresponden a tierra firme y (0%) 0 km² es agua.

## Demografía
Según el censo de 2010, había 5955 personas residiendo en Bellevue. La densidad de población era de 4.111,42 hab./km². De los 5955 habitantes, Bellevue estaba compuesto por el 96.02% blancos, el 1.14% eran afroamericanos, el 0.15% eran amerindios, el 0.65% eran asiáticos, el 0% eran isleños del Pacífico, el 0.65% eran de otras razas y el 1.38% pertenecían a dos o más razas. Del total de la población el 2.28% eran hispanos o latinos de cualquier raza.